# Pozzo Faceto
Pozzo Faceto is een plaats (frazione) in de Italiaanse gemeente Fasano.